# Max Emmerich
Max Philip Emmerich (1. června 1879, Indianapolis – 29. června 1956, tamtéž) byl americký atlet, olympijský vítěz v trojboji.

## Sportovní kariéra
V roce 1904 reprezentoval USA na olympiádě v St. Louis. Zvítězil zde v atletickém trojboji (ten se skládal z běhu na 100 yardů, skoku do dálky a vrhu koulí). Startoval rovněž v gymnasticko-atletickém víceboji (zde skončil 67.) a v gymnastickém trojboji, kde obsadil 100. místo. Nastoupil také do soutěže desetibojařů, ale závod nedokončil.